# Edificio Don Jorge
El Edificio Don Jorge es un rascacielos de 124 metros de altura ubicado en Benidorm (Alicante). Con 36 plantas, se sitúa en la zona del Rincón de Loix, cerca de otras dos torres reseñables: Torre Lúgano y Mirador del Mediterráneo. Es el sexto edificio más alto de Benidorm y el decimoséxto más alto de España.
Se caracteriza por su esbeltez y la cubierta del ático con forma de ola. Actualmente se destina a uso residencial mediante la fórmula de apartamentos turísticos de alquiler.

## Galería

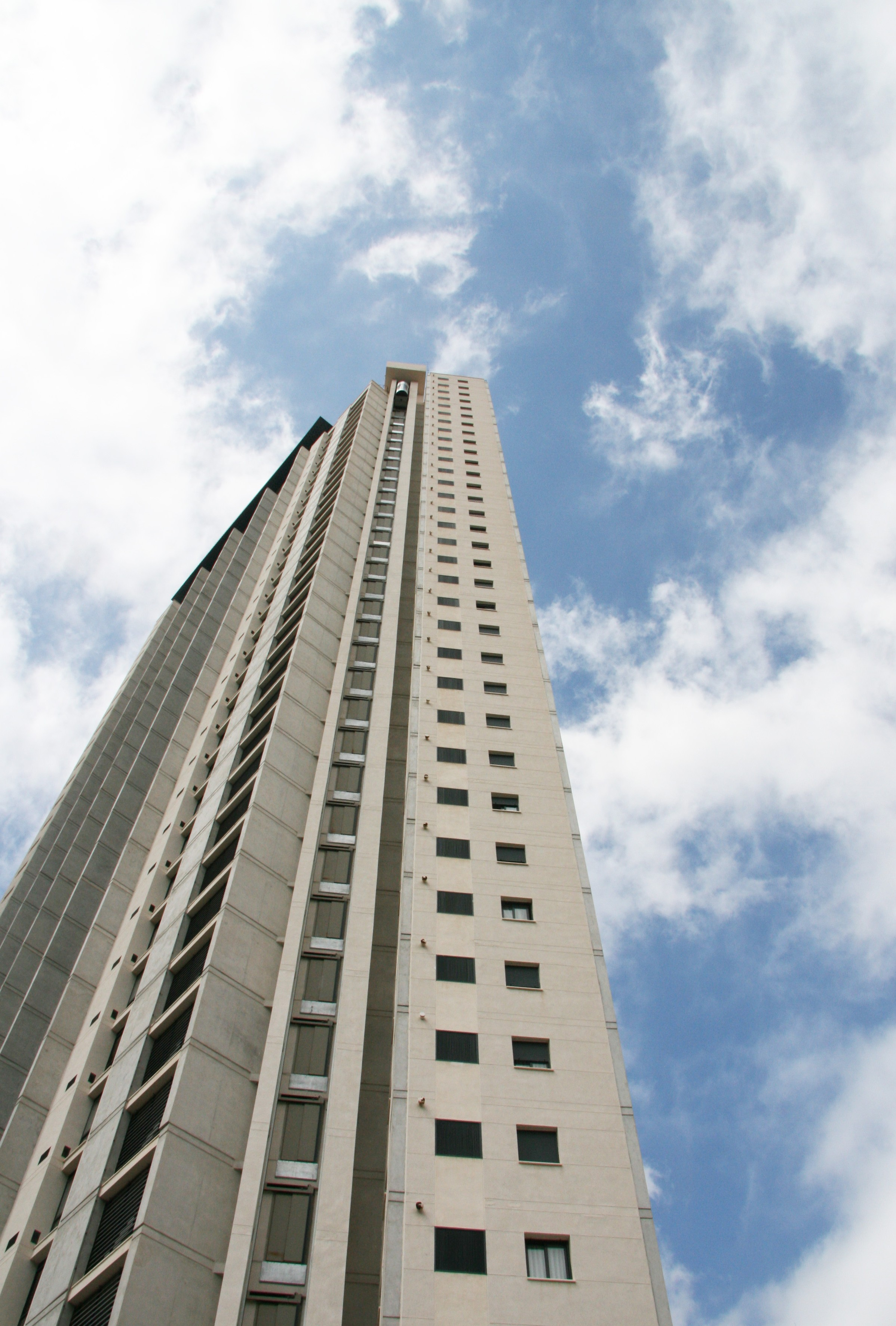
Vista de un lateral
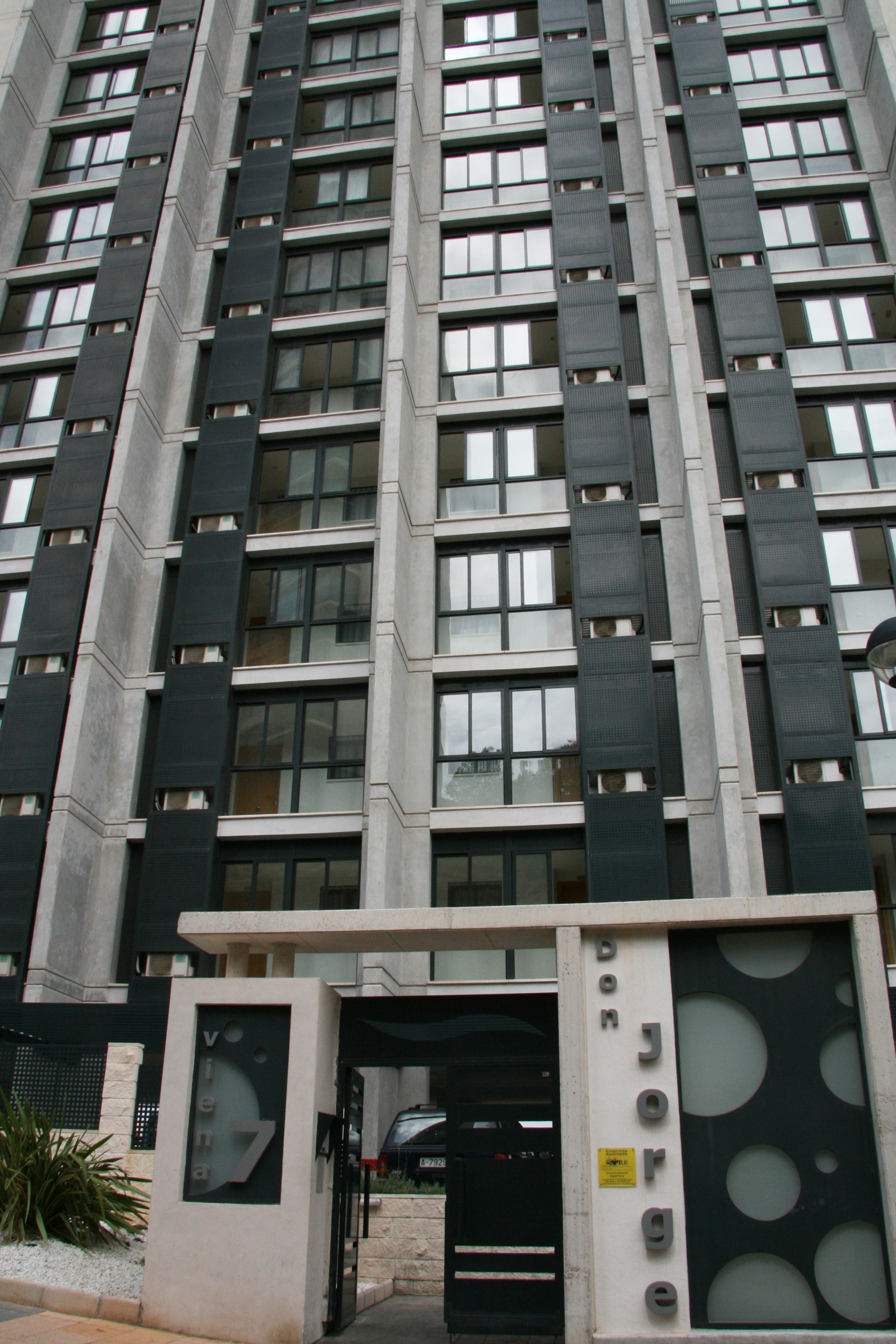
Entrada
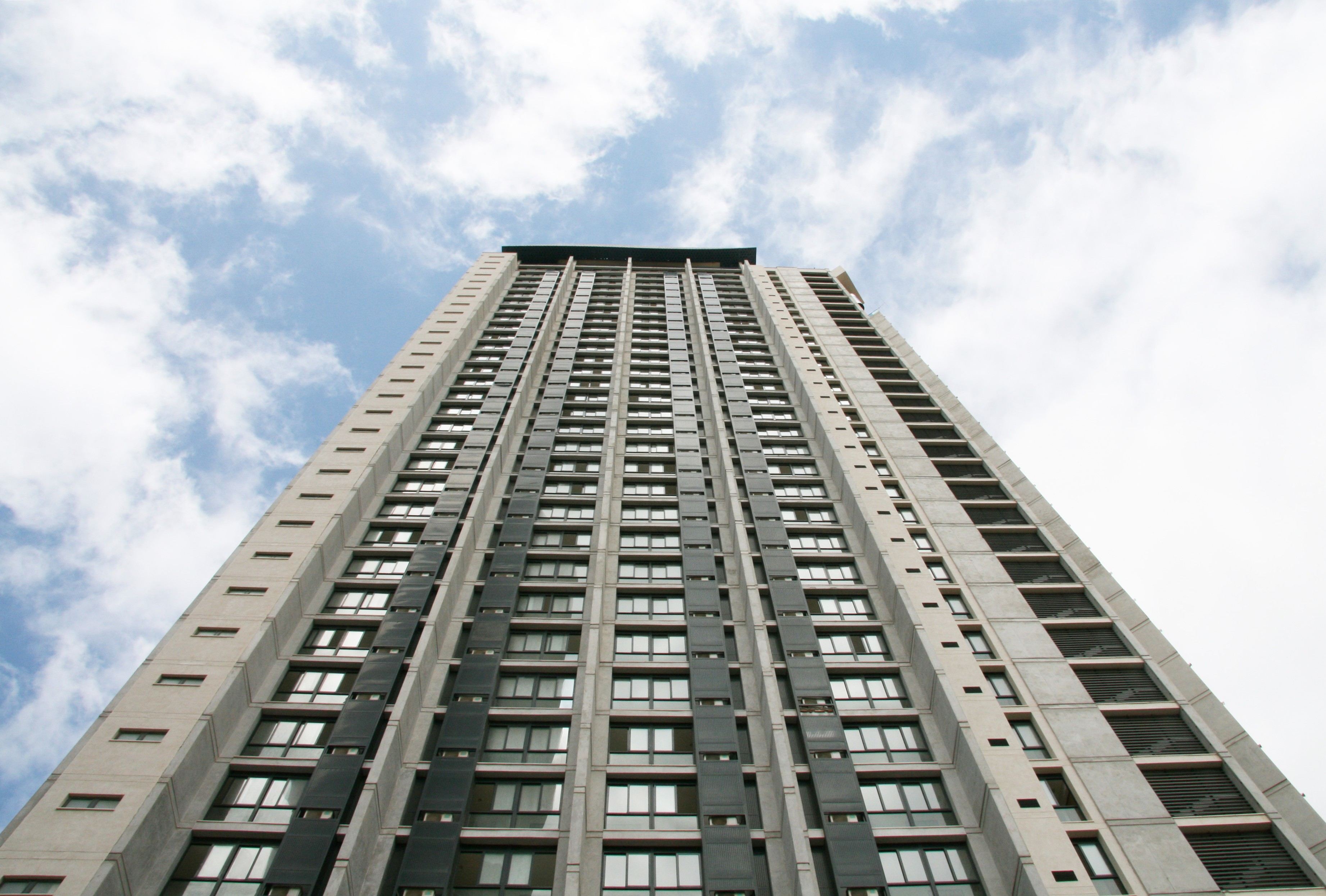
Desde abajo